# Kalimanići (Gornji Milanovac)
Pour les articles homonymes, voir Kalimanići.
Kalimanići (en serbe cyrillique : Калиманићи) est un village de Serbie situé dans la municipalité de Gornji Milanovac, district de Moravica. Au recensement de 2011, il comptait 141 habitants.

## Géographie
Kalimanići se trouve à 10 km de Gornji Milanovac, sur la route Gornji Milanovac-Kalimanići- Boljkovci-Donji Banjani-Ljig. Le village, typique de la région de Šumadija, est traversé par la rivière Kaludra.

## Histoire
Kalimanići est connu pour avoir constitué la dernière ligne de front dans la bataille de la Kolubara pendant la Première Guerre mondiale. Pendant la Seconde Guerre mondiale, le partisan communiste Miloš Minić y a trouvé refuge.

## Démographie

### Évolution historique de la population
| 1948 | 1953 | 1961 | 1971 | 1981 | 1991 | 2002 | 2011 |
| ---- | ---- | ---- | ---- | ---- | ---- | ---- | ---- |
| 467  | 457  | 366  | 291  | 259  | 202  | 181  | 141  |

|  |

## Sport
Le village possède un club de football appelé Omladinac.